# Конюхов (Львовская область)
Конюхов (укр. Конюхів) — село в Грабовецко-Дулибской сельской общине Стрыйского района Львовской области Украины.
Население по переписи 2016 года составляло 772 человека. Занимает площадь 16,38 км². Почтовый индекс — 82436. Телефонный код — 3245.